# Meelis Friedenthal

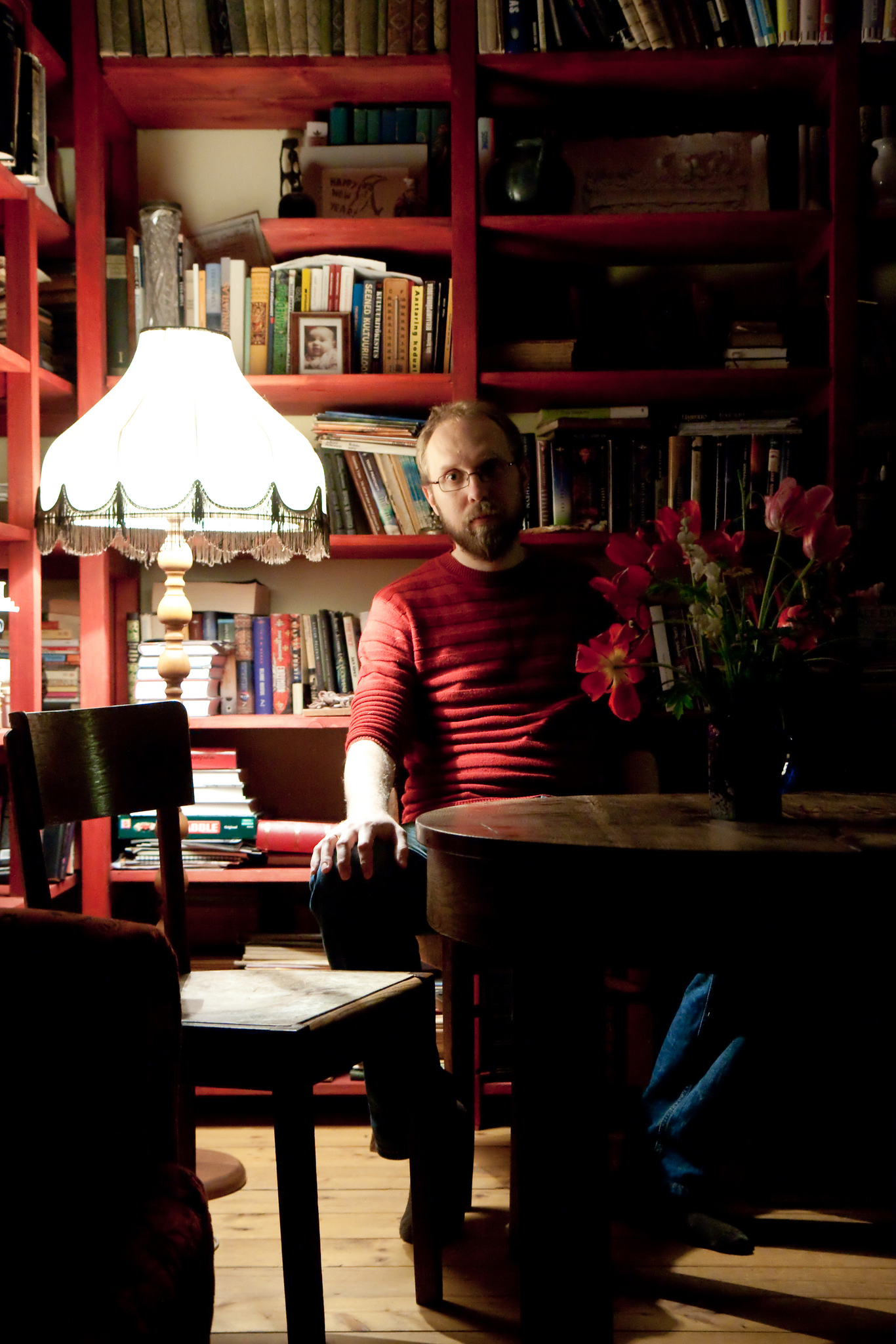

Meelis Friedenthal, född 1973, är en estländsk författare som mottog EU:s litteraturpris 2013 för romanen Mesilased (Bina) från 2012. 
Friedenthal har doktorerat på en avhandling från 1200-talet om syn och vision, och forskar vid universitetet i Tartu. Debutromanen hamnade på en tredjeplats i en nationell tävling 2004, och den påföljande romanen, Nerissa, belönades med ett nationellt science fiction-pris. Han sitter i redaktionen för science fiktion-tidningen Algernon.